# Districtul Tiaret
Tiaret este un district din provincia Tiaret, Algeria.